# Tournoi de Casablanca
Le Tournoi de Casablanca est une compétition de judo organisée tous les ans à Casablanca au Maroc par l'AJU (African Judo Union) faisant partie de la Coupe du monde. Cette compétition est organisée pour la première fois en 2014.

## Palmarès masculin
| World Cup | World Cup          | World Cup            | World Cup       | World Cup             | World Cup               | World Cup         | World Cup           |
| Année     | -60 kg             | -66 kg               | -73 kg          | -81 kg                | -90 kg                  | -100 kg           | +100 kg             |
| --------- | ------------------ | -------------------- | --------------- | --------------------- | ----------------------- | ----------------- | ------------------- |
| 2014      | Adrien Raymond     | Kenneth Van Gansbeke | Etienne Briand  | Adrian Nacimiento     | Axel Clerget            | Maxime Clement    | El Mehdi Malki      |
| 2015      | Albert Oguzov      | Alexandre Mariac     | Nuno Saraiva    | Dimitri Gomes Tavares | Celio Dias              | Lyes Bouyacoub    | Mohamed Amine Tayeb |
| 2016      | Ludovic Chammartin | Fabio Basile         | Emmanuel Nartey | Attila Ungvári        | Abderahman Benamadi     | Benjamin Fletcher | Ushangi Kokauri     |
| 2017      | Jolan Florimont    | Kevin Azema          | Pierre Duprat   | Julian Kermarrec      | Nikoloz Sherazadishvili | Alexandre Iddir   | Nabil Zalagh        |

## Palmarès féminin
| World Cup | World Cup      | World Cup          | World Cup         | World Cup             | World Cup      | World Cup         | World Cup         |
| Année     | -48 kg         | -52 kg             | -57 kg            | -63 kg                | -70 kg         | -78 kg            | +78 kg            |
| --------- | -------------- | ------------------ | ----------------- | --------------------- | -------------- | ----------------- | ----------------- |
| 2014      | Julia Figueroa | Annabelle Euranie  | Laetitia Blot     | Valentina Giorgis     | Gévrise Emane  | Sarra Mzougui     | Nihel Chikhrouhou |
| 2015      | Laëtitia Payet | Laura Holtzinger   | Maria Centracchio | Lindsay Tsang Sam Moi | Anka Pogacnik  | Madeleine Malonga | Elisa Marchio     |
| 2016      | Joana Diogo    | Ilse Heylen        | Sarah Harachi     | Marijana Mišković     | Assma Niang    | Marta Tort Merino | Maryna Slutskaya  |
| 2017      | Lucile Duport  | Charline Van Snick | Anna Borowska     | Cloe Yvin             | Sara Rodríguez | Assmaa Niang      | Monica Sagna      |